# Glenea nigeriae
Glenea nigeriae är en skalbaggsart som beskrevs av Aurivillius 1920. Glenea nigeriae ingår i släktet Glenea och familjen långhorningar.
Artens utbredningsområde är Nigeria. Inga underarter finns listade i Catalogue of Life.